# 네 기수의 묵시록
네 기수의 묵시록(The Four Horsemen Of The Apocalypse)은 미국에서 제작된 렉스 잉그램 감독의 1921년 드라마, 멜로/로맨스, 전쟁 영화이다. 조세프 스위카드 등이 주연으로 출연하였고 렉스 잉그램 등이 제작에 참여하였다.
이 영화는 최초의 진정한 반전 영화의 하나로 간주되며 1921년 찰리 채플린의 키드를 압도하면서 1921년 수익이 가장 높은 영화가 되었다. 이 영화는 현재 1925년부터 퍼블릭 도메인이다. 이 영화는 인터넷 아카이브를 통해 무료로 다운로드가 가능하다.

## 출연

### 주연
- 조세프 스위카드

### 조연
- 루돌프 발렌티노
- 앨런 헤일
- 스튜어트 홈즈
- 존 세인트 폴리스
- 나이젤 드 브룰리어
- 월레스 비어리
- 아서 호이트

## 같이 보기
- 영화 매출 순위 목록
- 미국 국립영화등기부